# Bert Niosi
Bert Niosi (London, Ontario, 10 februari 1909 – Mississauga, Ontario 3 augustus 1987) was een Canadese multi-instrumentalist (klarinet, saxofoon, trompet en trombone) en bandleider in de swing. Hij stond bekend als "de King of Swing van Canada".

## Biografie
Niosi studeerde fluit en klarinet bij Pasquale Venuta en speelde enige tijd bij het orkest van Guy Lombardo. Later toerde hij met een eigen orkest, McPhillips Buescher Boys Orchestra, waarin zijn broer Joe bassist was. In 1931 richtte hij een negenkoppig orkest op, waarmee hij in Embassy Club in Toronto stond. Met een uitgebreider orkest, met zijn broer Johnny, speelde hij jarenlang, van circa 1933 tot 1950, in Palais Royale, een danshal in Toronto, indertijd dé dansplek van Canada. Hier kreeg hij op een gegeven moment de bijnaam "Canada's King of Swing". Met deze groep toerde hij in 1945 en 1946 in Canada, en in 1947 nam de band op voor de platenlabels Victor Records en Musicana. Tevens was zijn band regelmatig te horen op CBC Radio. Van 1952 tot 1959 was hij een van de leden van de indertijd populaire CBC-radioshow The Happy Gang. Zijn broer Joe was dat van 1945 tot 1959. Bert Niosi was hierna muzikaal directeur van enkele tv-shows, waaronder de Cross Canadian Hit Parade en de show van Tommy Hunter. Hij leidde af en toe een dansorkest en werkte vanaf 1979 weer in Palais Royale. Naast zijn plaatopnames met zijn orkest maakte Niosi opnames met een jazzsextet (in de jaren 40) en opnames met Jack Kane. Als solist maakte hij opnames met het orkest van Albert Pratz. Niosi's composities zijn onder meer opgenomen door Lucio Agostini.